# Xanthogramma flavipes
Xanthogramma flavipes là một loài ruồi trong họ Ruồi giả ong (Syrphidae). Loài này được Loew mô tả khoa học đầu tiên năm 1863. Xanthogramma flavipes phân bố ở miền Tân bắc